# Куранбек, Бейсен Абайулы
Бейсен Абайулы Куранбек (каз. Бейсен Абайұлы Құранбек; 9 декабря 1971; Кербулакский район, Алматинская область, Казахская ССР, СССР — 18 мая 2020; Талдыкорган, Казахстан) — казахстанский журналист и телеведущий. Ведущий авторской программы «Айтуға оңай» на телеканале «Qazaqstan» с 2013 по 2017 года.
Генеральный директор Алматинского областного телеканала «JETISU» (2007—2012, 2014—2020). Лауреат премии Президента Республики Казахстан в области средств массовой информации (2006). Награждён медалью «Ерен Еңбегі үшін» (2016).

## Биография
Бейсен Куранбек родился 9 декабря 1971 года в селе Кызылжар Кербулакского района Алматинской области. Происходит из рода кара-канлы племени канлы. 
Окончил факультет журналистики Казахского национального университета имени аль-Фараби.
Трудовой путь начал с работы корреспондентом, ответственным секретарем республиканской газеты «Спорт». В дальнейшем связал свою жизнь с казахским телевидением, работал на телеканалах «Рахат», «31 канал», «Хабар», в Президентском телерадиокомплексе.
С 2007 по 2012 годы — Генеральный директор Алматинского областного телеканала «Жетысу».
С 2013 по 2017 годы — Ведущий авторской программы «Айтуға оңай» на телеканале «Qazaqstan».
С 2014 по 2020 годы — Генеральный директор Алматинского областного телеканала «Жетысу».
Скончался 18 мая 2020 года.

## Цитаты
Он посвятил значительную часть своей жизни развитию отечественного телевидения. Будучи профессионалом высокого уровня, Бейсен Куранбек внёс существенный вклад в развитие отечественного информационного пространства. Его жизнь была примером служения родной стране. Он принимал участие в создании многих телевизионных социальных программ. 
 Уверен, что светлая память о нём навсегда сохранится в сердцах людей.Нурсултан Назарбаев
Я выражаю глубочайшие соболезнования в связи с кончиной известного журналиста и телеведущего Бейсена Куранбека. 
 Бейсен Куранбек занимал особое место в казахской журналистике и сформировал свой профессиональный стиль.Касым-Жомарт Токаев

## Награды
- 2006 — Премия Президента Республики Казахстан в области средств массовой информации — за высокопрофессиональное освещение хода экономических, социальных, политических реформ в стране, цикл репортажей и документальных фильмов о регионах Казахстана.[6][7]
- 2009 — Нагрудный знак Министерства культуры РК «Мәдениет қайраткері» (деятель културы) — за вклад в развитие средств массовой информации Казахстана.[8]
- 2011 — Медаль «20 лет независимости Республики Казахстан»
- 2013 — Специальный приз Союза журналистов Казахстана имени Бейбита Кусанбека за молодых телепублицистов.[9][10]
- 2015 — Медаль «20 лет Ассамблеи народа Казахстана»
- 2015 — Медаль «Намыс» имени Бауыржана Момышулы
- 2015 — Звания с вручением медалью «Тіл жанашыры» — за проявленное искреннее сострадание к государственному языку и реальный вклад в развитие казахского языка.[11]
- 2016 — Указом президента Республики Казахстана от 9 декабря 2016 года награждён медалью «Ерен Еңбегі үшін» — за большой вклад в развитие казахской журналистики и активную общественную деятельность.[12]
- 2017 — Звания «Почётный гражданин города Талдыкорган» — за активную общественную работу и социально-культурное развитие города.[13]